# Klackbergsskogens naturreservat
Klackbergsskogens naturreservat är ett naturreservat i Hudiksvalls kommun i Gävleborgs län.
Området är naturskyddat sedan 2024 och är 27 hektar stort. Reservatet består av gammal grandominerad barrskog.